# Manonichthys jamali
Manonichthys jamali, thường được gọi là cá đạm bì Jamal, là một loài cá biển thuộc chi Manonichthys trong họ Cá đạm bì. Loài này được mô tả lần đầu tiên vào năm 2007.
Trong tiếng Hy Lạp, manon nghĩa là "bọt biển", còn ichthys nghĩa là "cá", ám chỉ tập tính sống trong bọt biển của loài này. M. jamali được đặt theo tên của Jamal, một thành viên siêng năng của đội tàu lặn M.V. CITRA PELANGI.

## Phân bố và môi trường sống
M. jamali được phân bố ở phía tây Thái Bình Dương, và là loài đặc hữu của Indonesia. M. jamali thường sống xung quanh những khu vực có nhiều rạn san hô (đặc biệt là các chi Acropora và Galaxea) và những hốc đá ngầm ở độ sâu khoảng 9 – 16 m.

## Mô tả
M. jamali trưởng thành dài khoảng 10 cm. Thân của M. jamali có màu vàng nhạt với một đốm đen khá nổi bật ở cuống đuôi, là điểm đặc thù của loài này. Vây bụng dài, có màu vàng trắng. Vây lưng và đuôi có màu trắng. Mống mắt màu xanh ngọc bích.
Số ngạnh ở vây lưng: 3; Số vây tia mềm ở vây lưng: 28 - 29; Số ngạnh ở vây hậu môn: 3; Số vây tia mềm ở vây hậu môn: 15 - 16; Số đốt sống: 26.
Thức ăn của M. jamali có lẽ là rong tảo và các sinh vật phù du. Chúng thường sống đơn độc hoặc theo nhóm nhỏ (khoảng 2 - 4 cá thể). Được quan sát là ưa sống xung quanh loài bọt biển của chi Callyspongia.